# Новавесь
Новавесь (пол. Nowawieś, нім. Neudorf) — село в Польщі, у гміні Ґолюб-Добжинь Ґолюбсько-Добжинського повіту Куявсько-Поморського воєводства.
Населення — 239 осіб (2011).
У 1975-1998 роках село належало до Торунського воєводства.

## Демографія
Демографічна структура станом на 31 березня 2011 року:
|          | Загалом | Допрацездатний вік | Працездатний вік | Постпрацездатний вік |
| -------- | ------- | ------------------ | ---------------- | -------------------- |
| Чоловіки | 123     | 32                 | 77               | 14                   |
| Жінки    | 116     | 21                 | 70               | 25                   |
| Разом    | 239     | 53                 | 147              | 39                   |